# Грмагеле
Грмагеле (груз. ღრმაღელე) — село в Грузії.
За даними перепису населення 2014 року в селі проживає 835 осіб.